# Kansa
Kansa – plemię Indian północnoamerykańskich, używające języka z rodziny siouańskich, zaliczane do Siuksów Południowych. Określani byli również jako „lud południowego wiatru” lub „lud wody”. Plemię wywodzi się z centralnego środkowego zachodu Stanów Zjednoczonych.
Od ich nazwy powstała nazwa amerykańskiego stanu Kansas. Nazwa jego stolicy – Topeki pochodzi od kawowskiego Tó Ppí Kˀé, co oznacza „dobre miejsce pod uprawę ziemniaków”.

## Znani Kansa
- Charles Curtis – wiceprezydent USA, w latach 1929–1933, był w 1/8 Kawem,
- Jim Pepper – muzyk jazzowy, saksofonista, śpiewak i kompozytor; pochodził częściowo z Kawów.